# Niesportowe zachowanie
Niesportowe zachowanie – w sporcie oznacza zachowanie uwłaczające w godność sportowca i duch rywalizacji sportowej.

## Przyczyny niesportowych zachowań
Do niesportowych zachowań zalicza się zazwyczaj m.in. 
- faulowanie,
- nieposłuszeństwo wobec trenera lub sędziów,
- kwestionowanie decyzji sędziów, dyskusje z nimi i wywieranie na nich wpływu (np. wymuszenie rzutu karnego w piłce nożnej, gdy gracz uważał, że został sfaulowany w polu karnym i twierdzi że drużynie powinien być przyznany rzut karny, zaś sędzia jest jednak innego zdania),
- brutalna i niebezpieczna gra mogąca doprowadzić do uszczerbku na zdrowiu bądź życiu innego zawodnika,
- używanie słów wulgarnych, nieprzyzwoitych oraz obraźliwych gestów m.in. do zawodników, trenera, drużyny przeciwnej, sędziów czy kibiców,
- nawoływanie kibiców do podburzania trybun,
- udział w bójce pomiędzy innymi zawodnikami, sędziami lub sztabem szkoleniowym na placu gry lub jej wszczęcie,
- ustawianie wyników zawodów np. meczów,
- stosowanie niedozwolonych środków dopingujących,
- udzielanie wypowiedzi niemających nic wspólnego z rywalizacją sportową m.in. głoszenie poglądów politycznych, najczęściej kontrowersyjnych tj. nawołujących do dyskryminacji lub przemocy (mowa nienawiści) podczas imprez sportowych.

## Karanie zawodników
Podczas trwania zawodów (najczęściej w grach zespołowych) niesportowe zachowanie jest karane m.in. żółtą i czerwoną kartką lub wykluczeniem na określony czas w minutach (jak np. w piłce ręcznej czy w hokeju na lodzie). Po zawodach, w przypadku rażącego niesportowego zachowania władze m.in. federacji sportowej (krajowej lub międzynarodowej) czy ligi zawodowej, mogą na zawodnika nałożyć karę finansową lub zawieszenia na określony czas. Wymiar kary jest zazwyczaj uzależniony od stopnia zachowania zawodnika podczas zawodów.